# Pomaria glandulosa
Pomaria glandulosa är en ärtväxtart som beskrevs av Antonio José Cavanilles. Pomaria glandulosa ingår i släktet Pomaria och familjen ärtväxter. Inga underarter finns listade i Catalogue of Life.